# RoxorLoops
Senjka Danhieux, alias RoxorLoops (Jette, 28 april 1984) is een Belgische beatboxer.
In 2004 werd RoxorLoops Belgisch Beatbox Kampioen. Een jaar later nam hij deel aan de wereldkampioenschappen, waar hij na extra rondes vicewereldkampioen werd. Danhieux is erin geslaagd de Belgische beatboxritmes over de hele wereld te populariseren. Door zijn veelzijdigheid kan hij alle muziekgenres aan. Door het bestuderen van ritmes, klanken en technieken ontwikkelde hij een eigen stijl en nieuwe technieken, die wereldwijd worden geïmiteerd. Daardoor wordt hij gezien als een van de pioniers op het vlak van "newskool" beatbox techniek.
RoxorLoops trad op op festivals als Pukkelpop en Rock Werchter en was tevens jurylid in meer dan dertig buitenlandse competities, waaronder drie maal het wereldkampioenschap beatbox. Hij was eveneens te gast bij tal van andere bands, zoals bij de optredens van Clouseau 20 in het Sportpaleis.
In 2009 verdiepte hij zich in de a-capellawereld en deed gastoptredens met de legendarische groepen 'The Swingle Singers', 'The Real Group' en 'Rajaton'. Later werd hij vast lid bij de groepen Witloof Bay, VoxNorth en Zap Mama.
Zijn passie voor het lesgeven bracht hem naar verschillende scholen en festivals over heel de wereld: Real Festival, Vocal Jazz Summit, Europa Cantat, London A Cappella Festival, Aarhus Vocal Festival en Stanford University. Met meer dan 800 lessen en workshops is hij een van de meest ervaren beatboxleraars ter wereld.
Nu studeert Senjka 'RoxorLoops' Danhieux als solist voor een post-masters aan het conservatorium van Aalborg (Denemarken).
Competities
In 2004 deed hij met de hiphopgroep Empedocles mee aan Humo's Rock Rally. In 2006 deed hij met de formatie Beatoxic mee aan de tweede ronde van Eurosong, de Belgische voorrondes van het Eurovisiesongfestival. In 2011 schreef hij het nummer With Love Baby, waar hij samen met de a-capellagroep Witloof Bay mee België mocht verdedigen op het Eurovisiesongfestival.